# Schachensee
Der Schachensee ist ein auf 1670 m ü. NN liegender kleiner Gebirgssee am Schachen im Wettersteingebirge in Bayern.
Der Schachensee hat ungefähr eine elliptische Form. Seine Fläche beträgt ungefähr 0,75 ha, die Länge seiner Uferlinie beträgt ca. 330 m. An seiner breitesten Stelle ist der See – in Nord-Süd-Richtung – etwa 70 m breit, in Ost-West-Richtung hat er eine maximale Ausdehnung von ungefähr 142 m. Der See liegt in einer Mulde und hat weder einen oberirdisch sichtbaren Zu- noch Abfluss.

## Umgebung des Sees
Südwestlich des Sees, auf 1866 m, befindet sich das in den Jahren 1869 bis 1871 erbaute Königshaus am Schachen von König Ludwig II. von Bayern, das bei Führungen besichtigt werden kann. Die Entfernung zwischen dem Schachensee und dem ungefähr 200 Höhenmeter höher gelegenen Königshaus beträgt ca. 700 m Luftlinie, auf dem Weg sind es jedoch ungefähr zwei Kilometer.
Bei dem Königshaus befinden sich weiter:
- das Schachenhaus, eine zwischen Ende Mai/Anfang Juni und Anfang/Mitte Oktober bewirtschaftete Berghütte (ohne Winterraum), in der man auch nach vorheriger Anmeldung übernachten kann;

- westlich des Königshauses ein Aussichtspunkt, von dem man eine sehr schöne Aussicht auf die umgebenden Gipfel des Wettersteingebirges und speziell ins Reintal hat;

- der um das Jahr 1900 angelegte botanische Alpengarten, eine Außenstelle des Botanischen Gartens München;